# Braunschweigmonogrammisten

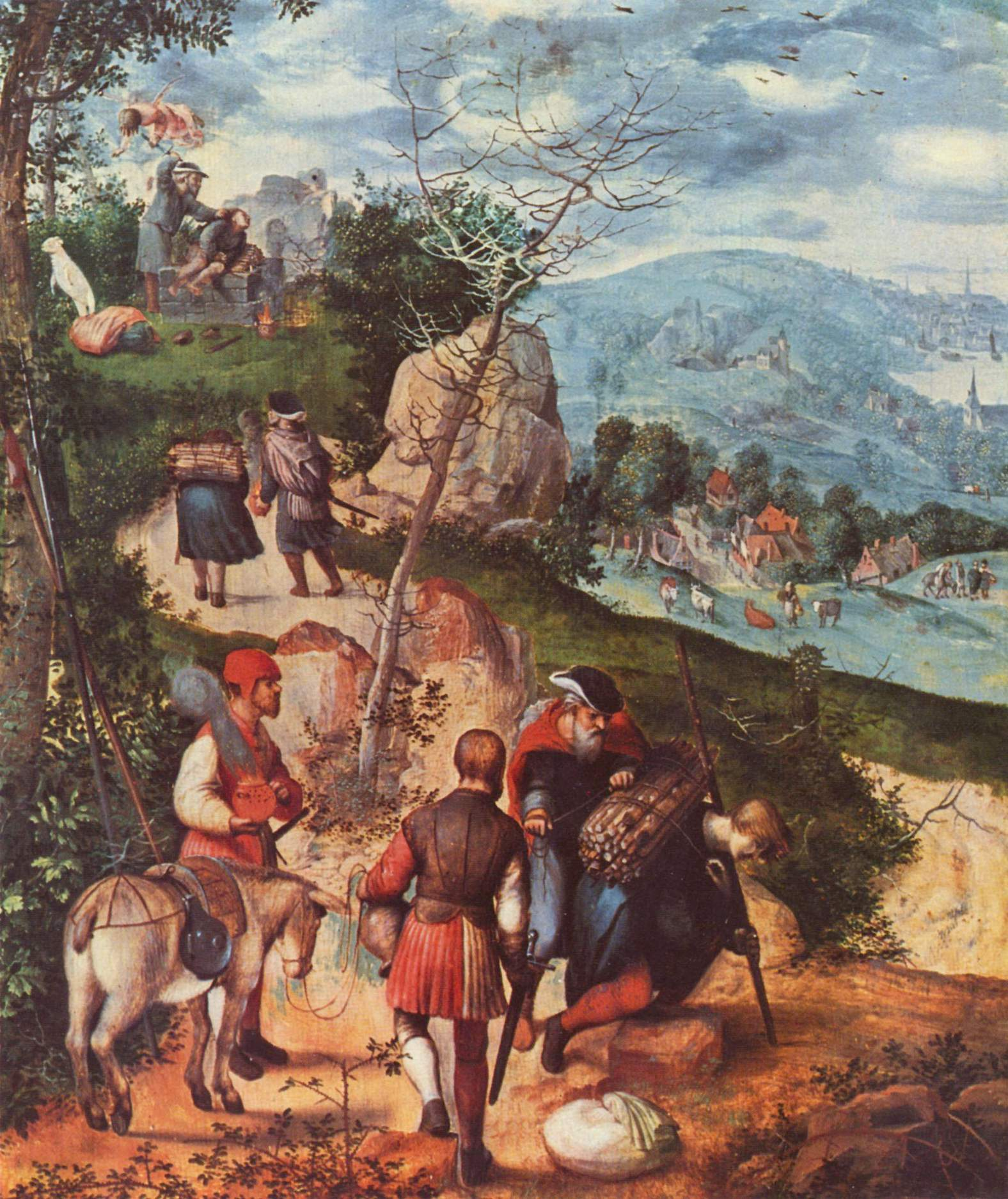
Abrahams offer.

Braunschweigmonogrammisten kallas i konstforskningen en betydande nederländsk mästare, verksam under 1500-talets andra fjärdedel, sannolikt i Antwerpen.
Han är möjligen identiskt med Jan van Amstel (omkring 1500–1540). Namnet uppfanns av Wilhelm von Bode efter en med ett konstrikt monogram signerad tavla i Braunschweigs museum, ett landskap med scenen De 5 000 männens bespisande. Braunschweigmonogrammisten utmärker sig för en förträfflig landskapsbehandling med ett för den tiden ovanligt luftperspektiv samt en både livligt komponerad och noggrant utförd framställning av de talrika små figurerna i scener med bibliskt eller vardagligt innehåll. Braunschweigmonogrammisten är Pieter Bruegel den äldres närmaste föregångare. Tavlor av Braunschweigmonogrammisten finns bland annat i museer i Amsterdam, Paris och Stuttgart.